# لويجي تشيروبيني

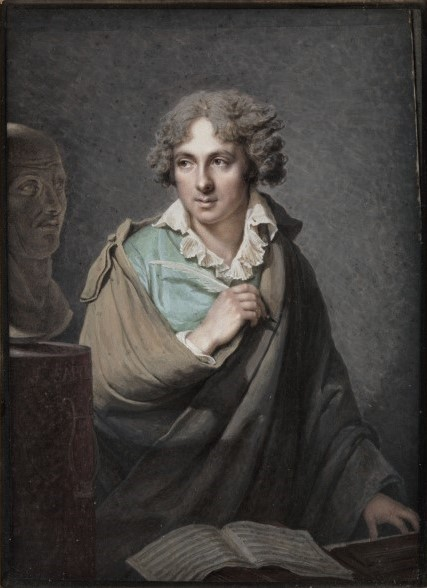
صورة لكروبيني مع تمثال نصفي لمعلمه ، جوزيبي سارتي ، بقلم فرانسوا دومون (1792)

لويجي تشيروبيني (/ˌkɛrʊˈbiːni/ KERR-uu-BEE-nee ، Italian: ‎[luˈiːdʒi keruˈbiːni]‏ ؛ 8 أو 14 سبتمبر  1760 - 15 مارس 1842) كان مؤلفًا موسيقيًا إيطاليًا كلاسيكيًا ورومانسيًا   الأوبرا والموسيقى الروحانية هي أهم مؤلفاته. اعتبر بيتهوفن أن الشيروبيني هو أعظم معاصريه. أشاد روسيني بشدة بأوبرايه وفسرها.

## السنوات المبكرة
وُلد شيروبيني ماريا لويجي كارلو زينوبيو سلفاتوري تشيروبيني في فلورنسا عام 1760. هناك عدم يقين بشأن تاريخ ميلاده بالضبط. على الرغم من ذكر يوم 14 سبتمبر في بعض الأحيان، إلا أن الأدلة من سجلات المعمودية ويشير الشيروبيني نفسه إلى أن اليوم الثامن هو الصحيح. ولعل أقوى دليل هو اسمه الأول، ماريا، وهو اسم تقليدي لطفل ولد في 8 سبتمبر، يوم عيد ميلاد السيدة العذراء.  بدأ حياته في تعلم الموسيقى في السادسة من العمر مع والده، بارتولوميو، مايسترو آلبيانو القيثاري(«سيد القيثاري»، وبعبارة أخرى، قائد الفرقة من القيثاري). يعتبر الطفل المعجزة، ودرس تشيروبيني الطباق وأسلوب دراماتيكي في سن مبكرة. عندما كان في الثالثة عشرة من عمره، كان قد ألف العديد من الأعمال الدينية.

## مرحلة البلوغ وأول أوبرا
في عام 1780، حصل على منحة دراسية من دوق توسكانا الأكبر لدراسة الموسيقى في بولونيا وميلانو.  استخدمت سلسلة الأوبر المبكرة من شيروبيني ليبري بواسطة أوبستولو زينو وميتاستاسيو (بيترو أنطونيو) وغيرهم ممن التزموا بشكل وثيق بالاتفاقيات الدرامية القياسية. تأثرت موسيقاه بشدة بنيكولو جوميلي وتوماسو ترايتا وأنطونيو ساشيني، الذين كانوا أبرز الملحنين الإيطاليين في ذلك الوقت. تم عرض أول أعماله الكوميدية، Lo sposo di tre e marito di nessuna ، لأول مرة في مسرح البندقية في نوفمبر 1783. 
الاحاسيس والمشاعر مقيدة بالتقاليد الإيطالية وحريصة على التجربة، سافر شيروبيني إلى لندن في 1785 حيث أنتج اثنين من دوري الدرجة الأولى الإيطالي أوبيري وبوفا الأوبرا إلى مسرح الملك. في نفس العام، قام برحلة إلى باريس مع صديقه عازف الكمان جيوفاني باتيستا فيوتي، الذي قدمه إلى ماري أنطوانيت والمجتمع الباريسي. تلقى تشيروبيني عمولة مهمة لكتابة ديموفون إلى نص مكتوب فرنسي من قبل جان فرانسوا مارمونتيل والذي سيكون أول تراجيدي في الموسيقى. باستثناء رحلة العودة القصيرة إلى لندن وتورينو لحضور مسلسل أوبرا بتكليف من الملك فيكتور أماديوس الثالث، أمضى شيروبيني بقية حياته في فرنسا  حيث بدأ في الشرق الكبير في فرنسا «سان جان دي فلسطين» محفل ماسوني عام 1784.

## الاستيعاب الفرنسي

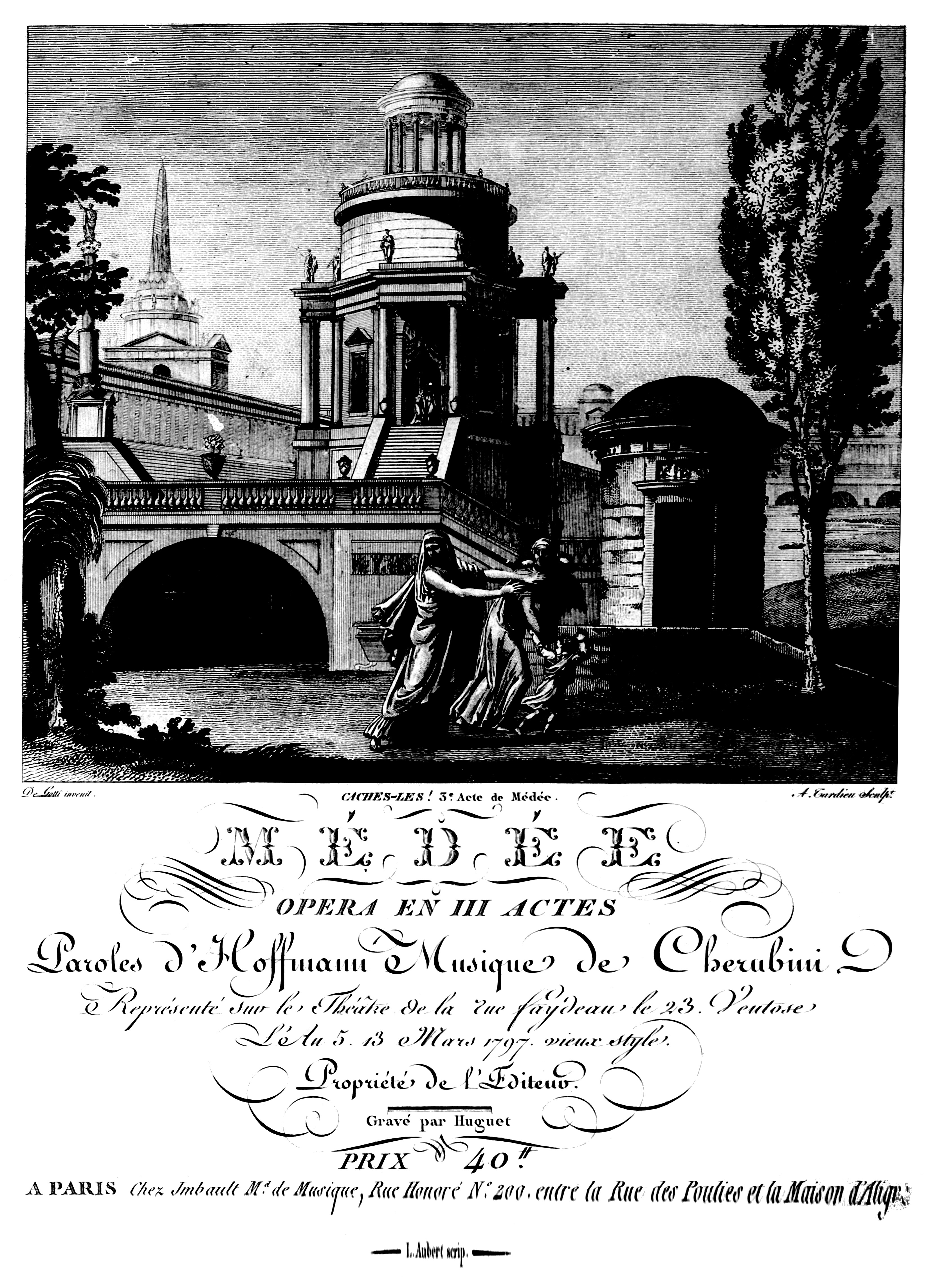
صفحة العنوان للطبعة الأولى من Cherubini's Médée ، الدرجة الكاملة ، 1797

تبنى تشيروبيني النسخة الفرنسية من اسمه، ماري لويس تشارلز زينوبي سلفادور تشيروبيني ؛ يظهر هذا في جميع الوثائق الموجودة التي تظهر اسمه الكامل بعد عام 1790،  الرغم من تفضيل اسمه الإيطالي في الوقت الحاضر. تم استقبال عروض ديموفون بشكل إيجابي في الأكاديمية الملكية للموسيقى
في عام 1788. بمساعدة فيوتي، عين مسرح Théâtre de Monsieur في التويلري تشيروبيني مديرًا له في عام 1789. بعد ثلاث سنوات، بعد الانتقال إلى شارع فيديو وسقوط النظام الملكي، أصبحت الشركة معروفة باسم Théâtre Feydeau. أعطى هذا الموقف تشيروبيني الفرصة لقراءة عدد لا يحصى من الكتب واختيار أفضل ما يناسب مزاجه.
بدأت موسيقى تشيروبيني في إظهار المزيد من الأصالة والجرأة. كان أول نجاح كبير له هو لودوسكا (1791)، والتي كانت موضع إعجاب لبطولتها الواقعية. تبع ذلك إليسا (1794)، التي تم تعيينها في جبال الألب السويسرية، وميدي (1797)، أشهر أعمال تشيروبيني. لقيت Les deux Journalées (1800)، التي بَسَّط فيها شيروبيني أسلوبه، نجاحًا شائعًا. تم عرض هذه الأوبرا وغيرها في مسرح مسرح الفيديو أو الأوبرا الكوميدية
. شعر بالأمان المالي، وتزوج آن سيسيل توريت في عام 1794 وأنشأ عائلة مكونة من ثلاثة أطفال.
أثرت تداعيات الثورة الفرنسية على تشيروبيني حتى نهاية حياته. أجبرته السياسة على إخفاء صلاته بالطبقة الأرستقراطية السابقة والسعي للحصول على التعيينات الحكومية. على الرغم من أن نابليون وجده معقدًا للغاية، إلا أن تشيروبيني كتب عملاً وطنياً واحدًا على الأقل كل عام لأكثر من عقد.  تم تعيينه مديرًا للموسيقى لنابليون في فيينا لجزء من عامي 1805 و 1806، حيث أجرى العديد من أعماله في تلك المدينة.
في عام 1808 تم انتخاب تشيروبيني كعضو منتسب في المعهد الملكي الهولندي.

## من الأوبرا إلى موسيقى الكنيسة

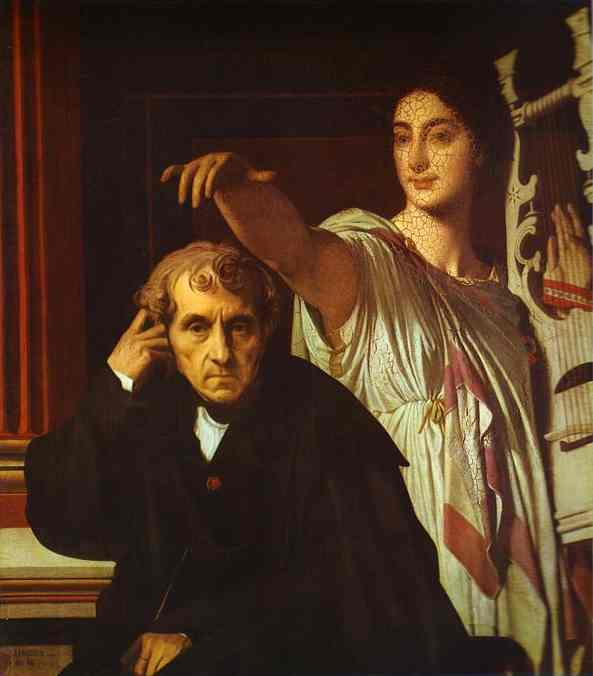
بورتريه جان أوغست دومينيك إنجرس (متحف اللوفر). أغضبت موسى المتوجة الشيروبيني وحجبت في بعض النسخ.

بعد Les deux journalées ، بدأ الجمهور الباريسي في تفضيل الملحنين الأصغر سنًا مثل بويليديو. كانت أوبرا باليه أناكريون شيروبيني فشلاً ذريعاً ومعظم الأعمال المسرحية بعد ذلك لم تحقق النجاح. كان فانيسكا ، الذي تم إنتاجه في عام 1806، استثناءً، حيث تلقى استجابة حماسية، لا سيما من قبل هايدن وبيتهوفن. ليه بني سراج (1813)، وهي مجموعة الدراما البطولية في إسبانيا خلال الأيام الأخيرة من مغاربي مملكة غرناطة، كان محاولة شيروبيني لتتنافس مع سبونتيني الصورة لا فيستال . حصل على إشادة من النقاد ولكن القليل من العروض.
بخيبة أمل مع افتقاره للإشادة في المسرح، وتحولت تشيروبيني على نحو متزايد إلى الموسيقى الكنيسة، وكتابة سبعة الجماهير، وهما قداس الموتى، والعديد من القطع أقصر. خلال هذه الفترة (في ظل النظام الملكي المستعاد) تم تعيينه مشرف موسيقى الملك
، وهو المنصب الذي كان سيشغله حتى سقوط تشارلز العاشر (1830). في عام 1815 كلفته الجمعية الملكية الفيلهارمونية في لندن بكتابة سيمفونية، ومقدمة، وتكوين للكورس والأوركسترا، والتي ذهب العروض التي قدمها بشكل خاص إلى لندن لإدارتها، مما زاد من شهرته.
حقق قداس الشيروبيني في القاصر C (1816)، إحياءً لذكرى إعدام الملك لويس السادس عشر ملك فرنسا، نجاحًا هائلاً. حاز العمل على إعجاب كبير من قبل بيتهوفن وشومان وبرامز. في عام 1836، كتب تشيروبيني قداس في D قاصر ليتم إجراؤه في جنازته. هو لجوقة الذكور فقط، حيث انتقدت السلطات الدينية استخدامه للأصوات النسائية في العمل السابق.

## الشيخوخة والإرث

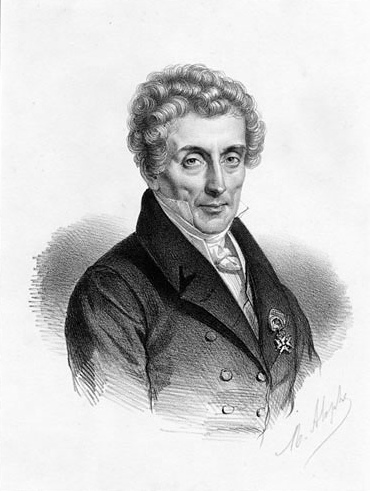
لويجي تشيروبيني في سن الشيخوخة يرتدي ميدالية جوقة الشرف ، مطبوعة حجرية لماري ألكسندر ألوف

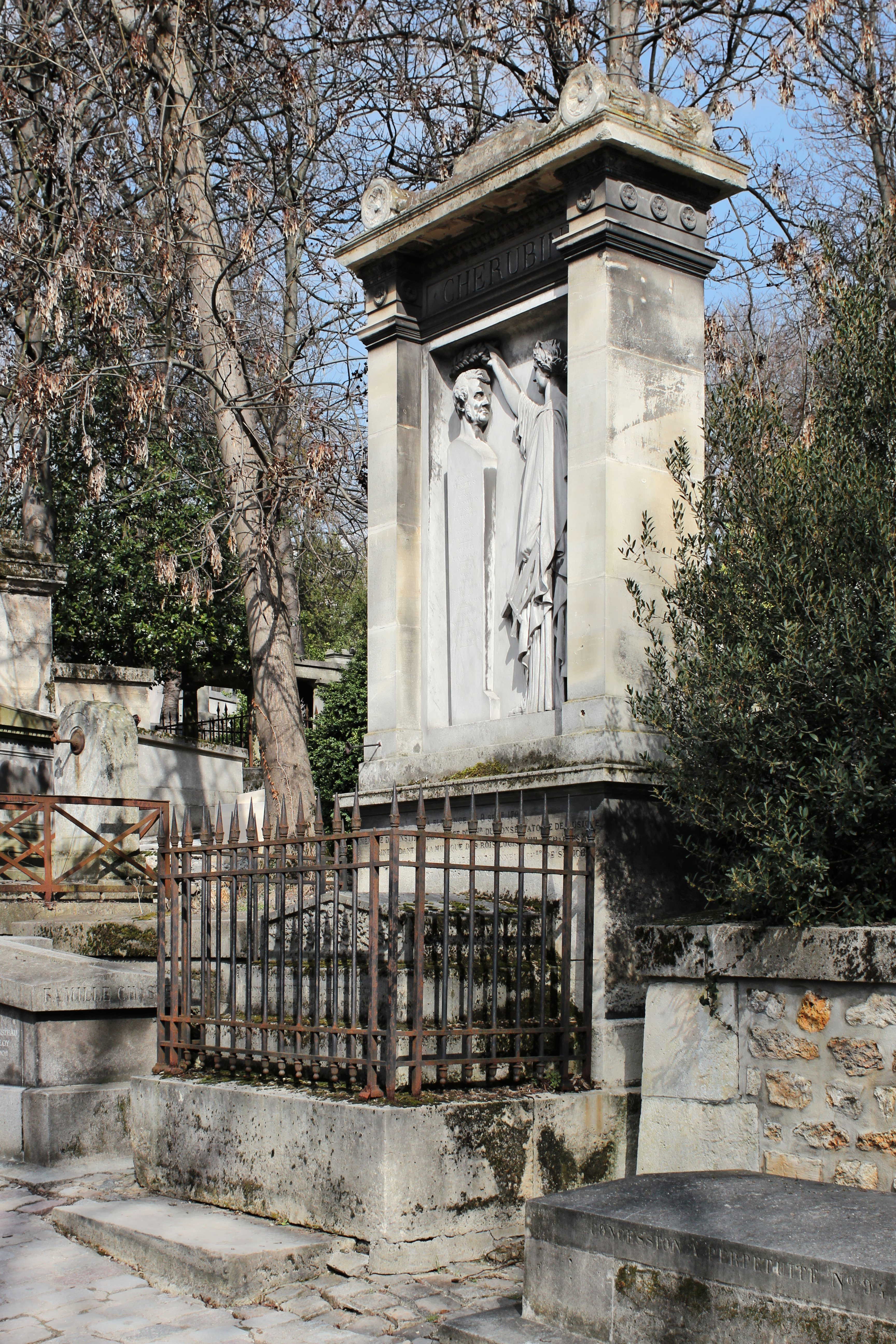
قبر Cherubini في Père Lachaise مع نقش بارز بواسطة Augustin Dumont

في عام 1822، أصبح تشيروبيني مديرًا للمعهد الموسيقي وأكمل كتابه المدرسي، Cours de contrepoint et de fugue ، في عام 1835. جعله دوره في المعهد الموسيقي في صراع مع الشاب هيكتور بيرليوز، الذي صور الملحن القديم في مذكراته على أنه متحذلق. يؤكد بعض النقاد، مثل باسل دين، أن تصوير بيرليوز قد شوه صورة تشيروبيني مع الأجيال القادمة. هناك العديد من الإشارات إلى انفعال تشيروبيني الشخصي بين معاصريه؛ كتب أدولف آدم، «يحافظ البعض على أن أعصابه كانت معتدلة للغاية، لأنه كان دائمًا غاضبًا.» ومع ذلك، كان لدى شيروبيني العديد من الأصدقاء، بما في ذلك زيمانوفسكا
و روسيني وشوبان، وقبل كل شيء الفنان جان اوغست دومينيك انغر. كان للإثنين اهتمامات مشتركة: كان تشيروبيني رسامًا هاوًا متحمسًا وكان إنجرس يستمتع بممارسة الكمان. في عام 1841، أنتج إنجرس الصورة الأكثر شهرة للملحن القديم.
على الرغم من أن موسيقى الحجرة لا تشكل جزءًا كبيرًا من إنتاجه، إلا أن ما كتبه كان مهمًا. ذكر ويلهلم ألتمان، في كتابه Handbuch für Streichquartettspieler (كتيب للاعبي السلسلة الرباعية
) حول رباعي أوتار تشيروبيني الستة، أنهم من الدرجة الأولى ويعتبرون الرقمين 1 و 3 كأعمال رئيسية. تعتبر سلسلة خماسيته المكونة من كمانين، فيولا واثنين من التشيلو أيضًا من أعمال الدرجة الأولى.
خلال حياته، حصل تشيروبيني على أعلى وأشهر درجات التكريم في فرنسا. وشمل ذلك الفارس وسام جوقة (1814) و عضو أكاديمية
Beaux-Arts (1815). في عام 1841، أصبح قائد فرقة الشرف، أول موسيقي يحصل على هذا اللقب.
توفي Cherubini في باريس عام 1842 عن عمر يناهز 81 ودُفن في مقبرة بير لاشيز، على بعد أربعة أمتار فقط من صديقه شوبان. تم تصميم مقبرته من قبل المهندس المعماري أخيل لوكلير وتتضمن شخصية للنحات أوغستين-ألكسندر دومون تمثل «الموسيقى» تتويج تمثال نصفي للملحن بإكليل من الزهور.

## يعمل

### غرفة الموسيقى
- String Quartet No. 1 in E-flat (1814)
- String Quartet No. 2 in C (1829) - transcription of Symphony in D major with new second movement
- String Quartet No. 3 in D minor (1834)
- String Quartet No. 4 in E (1835)
- String Quartet No. 5 in F (1835)
- String Quartet No. 6 in A minor (1837)
- String Quintet (2 violins, viola, 2 cellos) in E minor (1837)

### الجماهير وأقسام القداس
- Five masses (written 1773–1776, lost)
- Messe solennelle brève in B-flat (1805, dubious)
- Credo a capella for eight voices and organ (1806)
- Mass in A for three voices (1809, dubious)
- Messe de Chimay in F (1809)
- Missa solemnis in D minor (1811) per il Principe Esterházy  [لغات أخرى]‏
- Mass (4th messe solennelle) in C (1816)
- Credo in D (1816)
- Requiem in C minor  [لغات أخرى]‏ for mixed chorus (1816) in memory of Louis XVI
- Missa solemnis in E (1818)
- Mass in G (1819) for the Coronation of Louis XVIII
- Mass in B-flat (1821, dubious)
- Messe solennelle in A for the Coronation of Charles X (1825)
- Requiem in D minor for male chorus (1836) written for his own funeral[19]

### Motets وأعمال كورالية أخرى
- Cantata Amphion (1786)
- Cantata Circé (premiered 1789)
- Trois chœrs: Incidental music for the play La Mort de Mirabeau by Jean-Baptiste Pujoulx (1791)
- Cantata Clytemnestra (1794)
- Cantata Hymne au printemps ("Hymn to Spring") (1815)
- Hymne du Panthéon (1794) [20]
- 38 motets

### الأوبرا
- انظر قائمة أوبرا لويجي تشيروبيني

### كتيبات التدريس
- أطروحة في Counterpoint و Fugue (1841)